# Pulkowo-Meridian

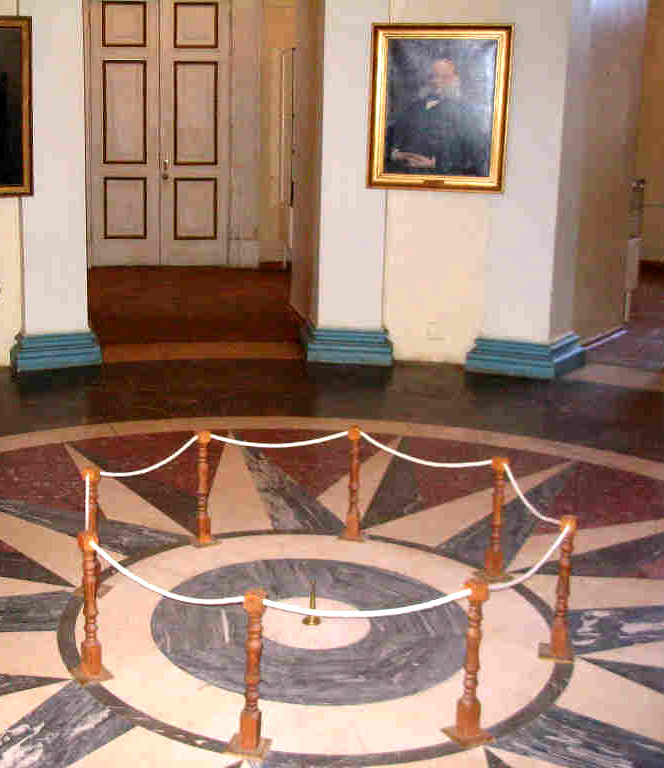
Der Nullpunkt des Meridians von Pulkowo in der runden Halle der Sternwarte von Pulkowo

Der Pulkowo-Meridian oder Pulkovo-Meridian bzw. Meridian von Pulkowo (russisch Пулковский меридиан / Pulkowski meridian, wiss. Transliteration Pulkovskij meridian) bezeichnet einen historischen Längengrad, der durch das Pulkowo-Observatorium bei Sankt Petersburg, Russland, verläuft. Das Observatorium war einst eines der führenden seiner Art im Russischen Reich und später in der Sowjetunion.

## Geschichte
Im Jahr 1855 wurde der Pulkowo-Meridian als Referenz für russische Karten und Seekarten festgelegt. Später wurde er durch den Greenwich-Meridian (Nullmeridian) als internationaler Standard für Navigation und Zeitmessung abgelöst. Dennoch behielt das Pulkowo-Observatorium eine bedeutende Rolle in der Astronomie und Geodäsie bei. Heutzutage ist das Observatorium nach wie vor ein aktives Zentrum für wissenschaftliche Forschung und ist Teil der Russischen Akademie der Wissenschaften. Trotz der weltweiten Anerkennung des Greenwich-Meridians bleibt die historische Bedeutung des Pulkowo-Meridians in der Kartographie und Astronomie bemerkenswert.

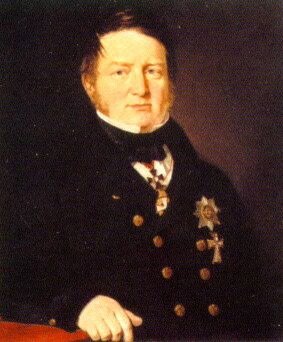
Wilhelm von Struve

Der Meridian von Pulkowo, der durch das Zentrum des Hauptgebäudes verläuft, bildete den Ausgangspunkt für zahlreiche ältere Landkarten Russlands. 
Für die 1839 gegründete russische Hauptsternwarte Pulkowo hatte der Zar den aus Altona stammenden Dorpater Astronomen Wilhelm Struve zum Direktor berufen. Er und sein Sohn Otto bestimmten 50 Jahre den Aufbau der russischen Astronomie.
In seinen Miniaturen hat der russische Schriftsteller Walentin Pikul auch über den Gründer des Pulkowo-Observatoriums, Wassili Struve geschrieben, eine Miniatur, die er mit Pulkowo-Meridian betitelte.
Von der Dichterin Wera Inber stammt der Gedichtzyklus Meridian von Pulkowo über die Belagerung Leningrads, den sie 1942 begonnen hatte, und der große Anerkennung erlangte.